# Scheibling beim Schiffertor

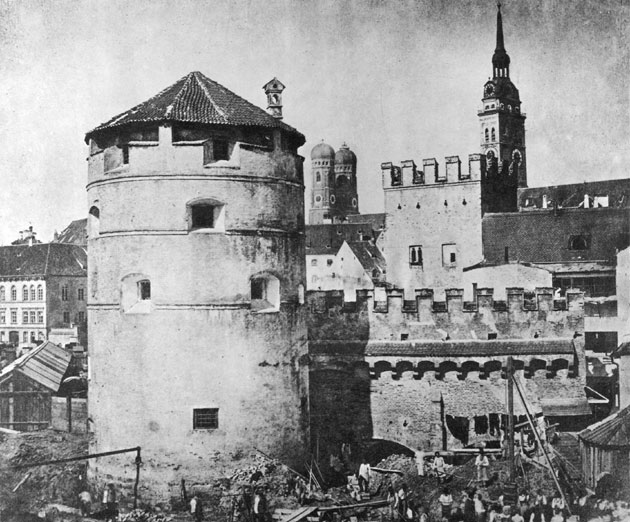
Der Scheibling am Viktualienmarkt, Foto von 1855

Der Scheibling beim Schiffertor, meist einfach Scheibling genannt, war ein Geschützturm in der Zwingermauer des mittelalterlichen Münchens.

## Lage
Der Scheibling lag im Süden des Viktualienmarktes etwas nördlich von der Stelle, an der heute die Reichenbachstraße in die Frauenstraße mündet. Er war dem Fischerturm der zweiten Stadtmauer vorgelagert. Das Schiffertor, nach dem der Turm benannt ist, lag knapp 100 m westlich des Scheibling, so dass es von diesem aus verteidigt werden konnte.

## Geschichte

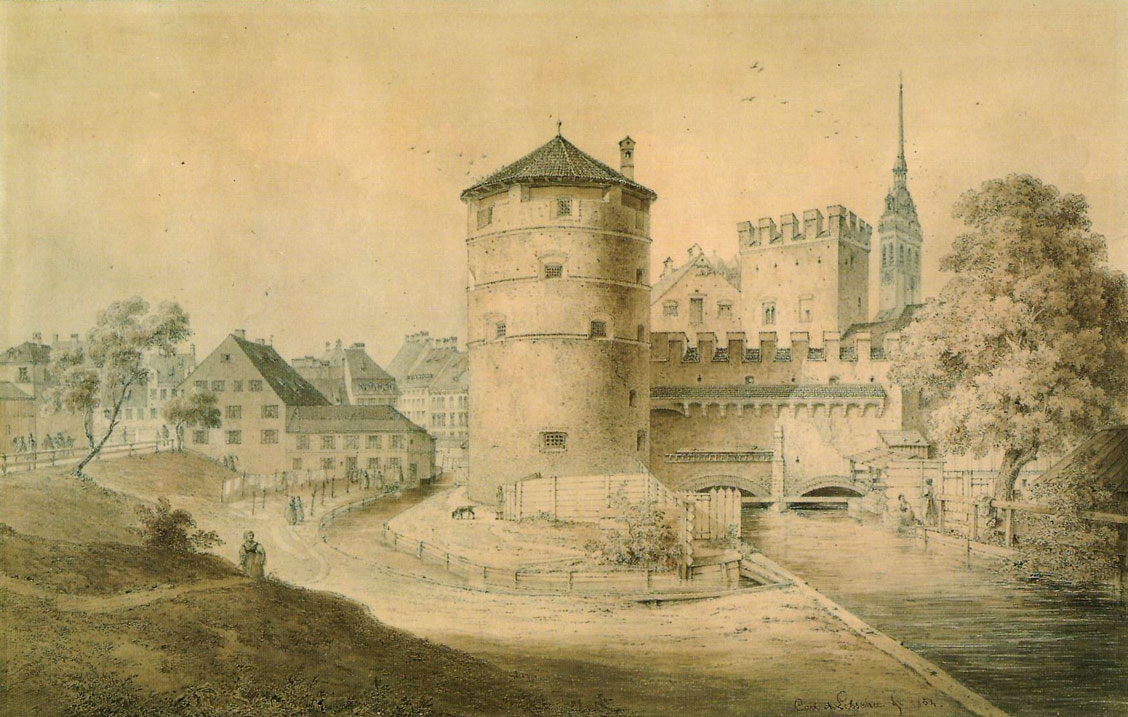
Carl August Lebschée: Der Scheibling 1852

1478 wurden erstmals "zwain schaiblingen thurn, bej den Yser- und Schifertorn" urkundlich erwähnt, also zwei Scheiblingtürme, einer beim Isartor und einer beim Schiffertor. Das Adjektiv "schaiblingen" bezieht sich auf die runde Form des Turms. Scheibling ist also kein Eigenname, sondern eine Typbezeichnung und bedeutet Rundturm. Während der Scheibling beim Isartor, der dem Lueg ins Land vorgelagert war, später "Prinzessturm" genannt wurde, ist für den Scheibling beim Schiffertor, also auf dem heutigen Viktualienmarkt, kein Eigenname bekannt. 1534 und 1563 wird er auch einfach "der runde thurn beim Schifertor" genannt.
In der Literatur wird häufig das Jahr 1467 als Baujahr genannt, was aber durch keine Quelle belegt ist. Seine Errichtung im Zusammenhang mit der Errichtung der Zwingermauer in der zweiten Hälfte des 15. Jahrhunderts ist aber durchaus wahrscheinlich.
Um 1786 ist die Verwendung des Turms als Gefängnis bezeugt, später wurde er zum Lagern von Getreide verwendet.
1870 wurde der Scheibling für die Erweiterung des Viktualienmarkts abgerissen.